# (37835) 1998 BC44
1998 BC44 (asteroide 37835) é um asteroide da cintura principal. Possui uma excentricidade de 0.16912870 e uma inclinação de 5.67580º.
Este asteroide foi descoberto no dia 25 de janeiro de 1998 por Ulisse Munari e Maura Tombelli em Cima Ekar.